# Гамбела (город)
Гамбела (амх. ጋምቤላ) — город на юго-западе Эфиопии, в регионе Гамбела.

## Географическое положение
Город расположен в месте слияния реки Баро и её притока реки Джаджаба, на высоте 514 м над уровнем моря. Недалеко от города находится национальный парк Гамбела.

## Население
По данным Центрального статистического агентства, на 2007 год население города составляет 39 022 человека, из них 20 790 мужчин и 18 232 женщины. 57,04 % населения — протестанты; 30,39 % — последователи эфиопской православной церкви; 9 % — мусульмане и 4,08 % — католики.
По данным переписи 1994 года население Гамбелы насчитывало 18 263 человека, из них 9852 мужчины и 8411 женщин. Национальный состав на тот период был следующим: ануак (33,8 %); оромо (26,1 %); амхара (14 %) нуэр (10,4 %); тиграи (6,5 %); камбата (4,3 %) и другие народности (4,9 %).

## Транспорт
В 17 км к югу от города находится аэропорт Гамбела.